# 那不勒斯省
那不勒斯省（義大利語：Provincia di Napoli，那不勒斯语：Pruvincia 'e Nàpule），又译那波利省，是意大利坎帕尼亚大区的一个省，首府为那不勒斯。自2015年1月起被那不勒斯廣域市所取代。

## 人口

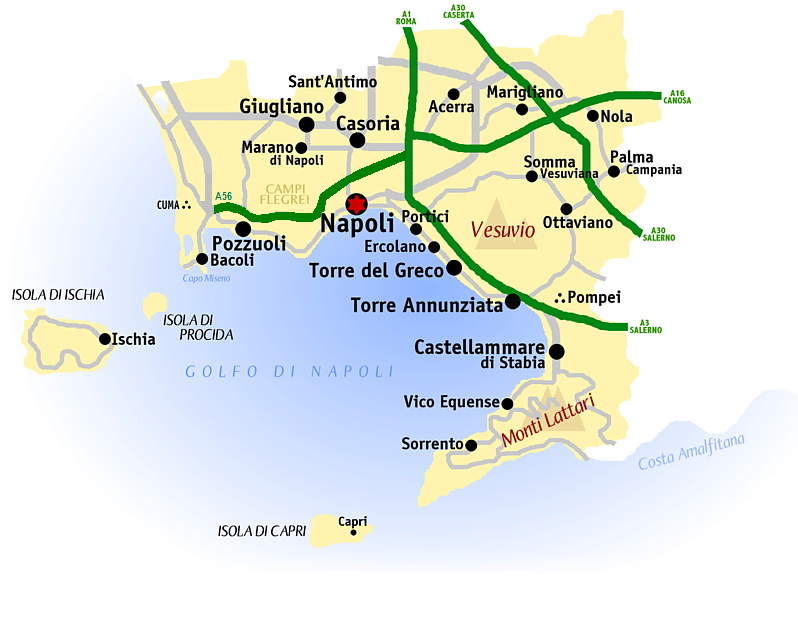
那不勒斯省地图

那不勒斯省是意大利人口最密集的省份。面积为1,171.13平方公里，总人口约为305万。

## 旅游业

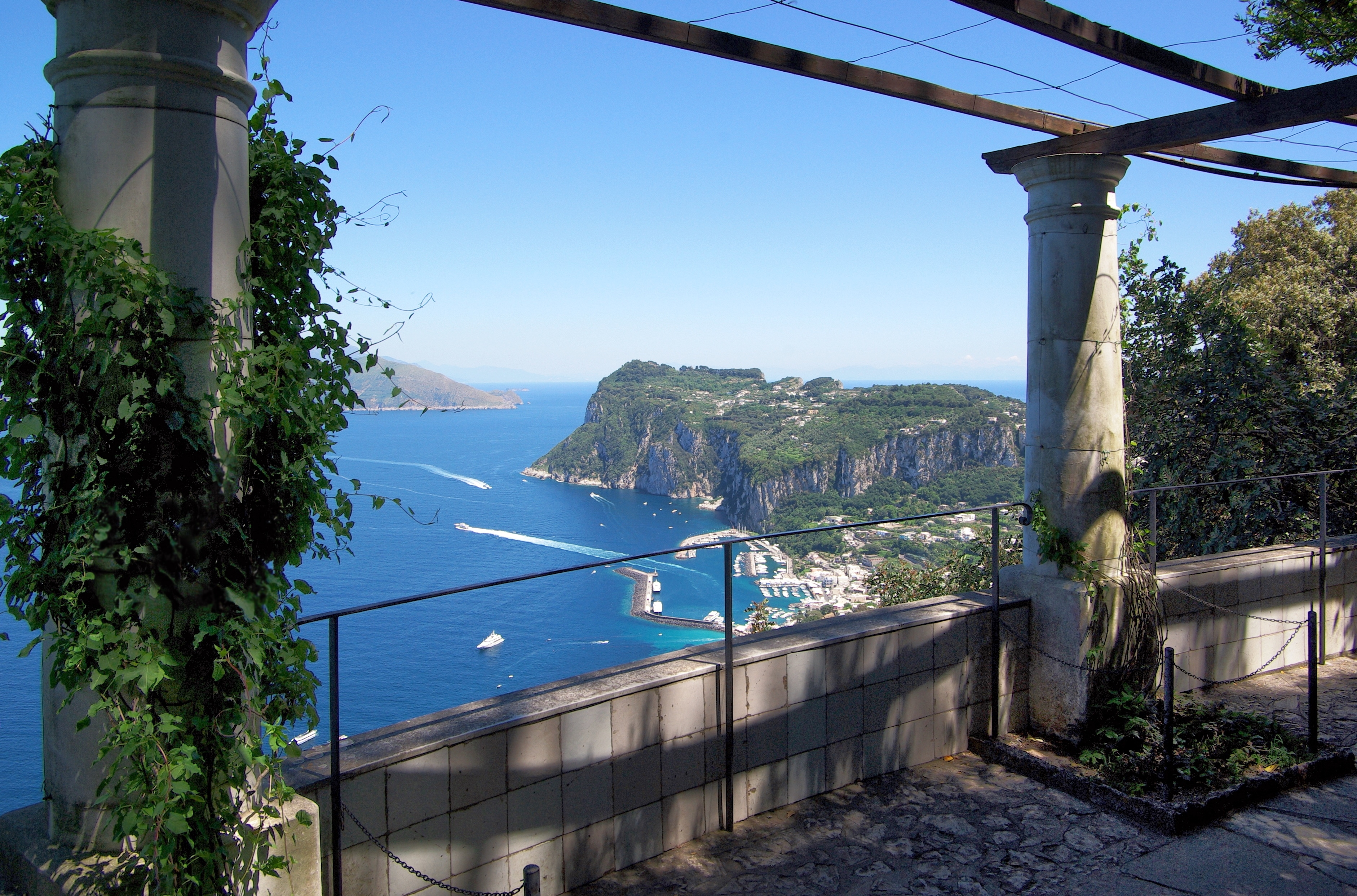
卡普里

该地区旅游业十分发达。在公元79年被維蘇威火山摧毁的古罗马城市庞贝是意大利最受欢迎的旅游目的地之一。那不勒斯湾的三个岛屿也是著名的旅游胜地：伊斯基亚岛、普罗奇达、坎帕尼亞群島的一部分和卡普里岛。卡普里岛上有著名的蓝洞，洞内岩石因光线而呈蓝色，因而得名。
索伦托半岛（及其主要城镇索伦托）长期以来一直是旅游的热门目的地，它以檸檬酒及其豪华海边悬崖而闻名于世。它拥有丰富的别墅、城堡、警卫塔、教堂，以及维科埃昆塞古农舍。